# Guerra de Granada
La Guerra de Granada són el conjunt de campanyes militars cristianes a territori musulmà que van tenir lloc a l'Emirat de Gharnata entre 1482 i 1492, durant el regnat dels Reis Catòlics, i que acabà amb les Capitulacions de Granada del rei Boabdil, que en el transcurs de la guerra havia oscil·lat entre l'aliança, el doble joc, la contemporització i l'enfrontament obert.
Durant els deu anys de guerra es va seguir un ritme estacional de campanyes, iniciades a la primavera i aturades durant l'hivern, i es veié afectat pels enfrontaments interns dins del bàndol musulmà, mentre que els cristians van saber integrar en una missió comuna els poders locals, la noblesa i el clergat castellans sota l'autoritat de l'emergent Monarquia Catòlica.
La participació de la Corona d'Aragó va ser molt important, a part de la presència del propi Ferran II d'Aragó va consistir en la col·laboració naval, l'aportació d'experts artillers i préstecs financers.
El lliurament protocol·lari de les claus de la ciutat i la fortalesa-palau de l'Alhambra, el 2 de gener de 1492, se segueix commemorant cada any en aquesta data amb l'onejada de banderes des de l'Ajuntament de la Ciutat de Granada.